# Astrogildo Filho
Astrogildo Garcia de Olvieira Filho conhecido como Astrogildo Filho (Santos, 23 de março de 1928 - São Paulo, 17 de fevereiro de 1983) foi um ator, radialista, radioator, locutor, 
cantor e dublador brasileiro.

## Biografia
Nascido em 1923, na cidade de São Paulo. Começou na atuação em nos anos de 1940, e tornou-se radialista ainda nos anos 50. Na dublagem ingressou na década de 1960, na AIC. Também fez carreira no cinema. Esteve na dublagem até o meados dos anos de 1970. Ele veio a falecer em 1983, na cidade de São Paulo.
Integrou o elenco de Sua Vida Me Pertence, primeira novela brasileira.

## Filmografia

### Na TV

#### Como ator
- 1951 - Sua Vida Me Pertence
- 1954 - O Falcão Negro[1]
- 1954 - As Aventuras de Red Ringo[1]
- 1955 - Os Irmãos Corsos[1]
- 1955 - Legionário Invencível[1]
- 1956 - Conde de Monte Cristo[1]
- 1956 - Uma História de Ballet[1]
- 1956 - Douglas Red[1]
- 1957 - Os Três Mosqueteiros[1]
- 1957 - A Vida com Eliane[1]
- 1965 - Ainda Resta uma Esperança[1]
- 1973 - Vidas Marcadas[1]
- Diversos - TV de Vanguarda[1]
- Diversos - TV de Comédia[1]

#### Como dublador
- John Robinson (Guy Williams) (1ª dublagem) - Perdidos no Espaço[3]

- Capitão James T. Kirk (William Shatner) (3ª dublagem) - Jornada nas Estrelas (1ª dublagem)[4]

### No cinema
- 1963 - Casinha Pequenina[5]
- 1964 - O Lamparina[1]
- 1964 - Mulher Satânica [1]
- 1964 - Noites Quentes em Copacabana[1]
- 1964 - O Vigilante contra o Crime[1]
- 1969 - Águias da Patrulha[1]
- 1969 - O Rapto[6]
- 1972 - Os Três Justiceiros[1]
- 1972 - As Duas Lágrimas de Nossa Senhora Aparecida[1]
- 1972 - Gringo, o Matador Erótico[1]
- 1972 - Quatro Pistoleiros em Fúria[1]
- 1972 - Uma Luz nas Trevas - Narrador[7]
- 1972 - Desafio à Aventura[8]
- 1973 - Trindade... É Meu Nome[1]